# Sebastian Tounekti
Sebastian Tounekti (Tromsø, 2002. július 13. –) norvég születésű tunéziai válogatott labdarúgó, a Ranheim csatárja kölcsönben a Haugesund csapatától.

## Pályafutása

### Klubcsapatokban
Tounekti a norvégiai Tromsø városában született. Az ifjúsági pályafutását a helyi Tromsdalen akadémiájánál kezdte.
2018-ban mutatkozott be a Tromsdalen másodosztályban szereplő felnőtt csapatában. 2018. szeptember 30-án, az Ullensaker/Kisa ellen 3–0-ra megnyert mérkőzésen debütált. 2020. március 30-án négyéves szerződést kötött az Eliteserienben érdekelt Bodø/Glimt együttesével. Először a 2020. június 16-ai, Viking ellen 4–2-es győzelemmel zárult találkozó 92. percében, Jens Petter Hauge cseréjeként lépett pályára. Első ligagólját 2020. október 17-én, a Molde ellen 4–2-re elvesztett bajnokin szerezte. A 2021–22-es szezonban a holland Groningen csapatánál volt kölcsönben, ám egyetlen mérkőzésen sem lépett pályára a klub színeiben.
2022. augusztus 30-án a Haugesundhoz igazolt. A 2023-as idény második felében a Ranheimnél szerepelt kölcsönben.

### A válogatottban
Tounekti az U15-ös, U17-es és U19-es válogatottakkal is képviseltette Norvégiát.s
2021-ben debütált a tunéziai válogatottban. Először 2021. október 7-én, Mauritánia ellen 3–0-ra elvesztett VB-selejtező 84. percében, Saad Bguirt váltva lépett pályára.

## Statisztikák
2023. május 16. szerint
| Klub       | Szezon   | Osztály     | Bajnokság | Bajnokság | Kupa  | Kupa | Nemzetközi | Nemzetközi | Összesen | Összesen |
| Klub       | Szezon   | Osztály     | Meccs     | Gól       | Meccs | Gól  | Meccs      | Gól        | Meccs    | Gól      |
| ---------- | -------- | ----------- | --------- | --------- | ----- | ---- | ---------- | ---------- | -------- | -------- |
| Tromsdalen | 2018     | OBOS-ligaen | 1         | 0         | —     | —    | —          | —          | 1        | 0        |
| Tromsdalen | 2019     | OBOS-ligaen | 11        | 0         | 1     | 0    | —          | —          | 12       | 0        |
| Tromsdalen | Összesen | Összesen    | 12        | 0         | 1     | 0    | 0          | 0          | 13       | 0        |
| Bodø/Glimt | 2020     | Eliteserien | 9         | 1         | 0     | 0    | 1          | 1          | 10       | 2        |
| Bodø/Glimt | 2021     | Eliteserien | 5         | 0         | 0     | 0    | 4          | 0          | 9        | 0        |
| Bodø/Glimt | Összesen | Összesen    | 14        | 1         | 0     | 0    | 5          | 1          | 19       | 2        |
| Haugesund  | 2022     | Eliteserien | 5         | 0         | 0     | 0    | —          | —          | 5        | 0        |
| Haugesund  | 2023     | Eliteserien | 4         | 0         | 0     | 0    | —          | —          | 4        | 0        |
| Haugesund  | Összesen | Összesen    | 9         | 0         | 0     | 0    | 0          | 0          | 9        | 0        |
| Összesen   | Összesen | Összesen    | 35        | 1         | 1     | 0    | 5          | 1          | 41       | 2        |

## Sikerei, díjai
Bodø/Glimt
- Eliteserien
  - Bajnok (2): 2020, 2021